# Meridialaris lestagei
Meridialaris lestagei is een haft uit de familie Leptophlebiidae. De wetenschappelijke naam van de soort is voor het eerst geldig gepubliceerd in 1938 door Ulmer.
De soort komt voor in het Neotropisch gebied.